# Campionato Sammarinese di Calcio
Campionato Sammarinese di Calcio  hade premiär säsongen 1985/1986, och är den högsta divisionen inom herrfotbollen i San Marino.

## Vinnare

### Vinnare efter säsong
- 1985/1986 – Faetano
- 1986/1987 – La Fiorita
- 1987/1988 – Tre Fiori
- 1987/1988 – Domagnano
- 1989/1990 – La Fiorita
- 1990/1991 – Faetano
- 1991/1992 – Montevito
- 1992/1993 – Tre Fiori
- 1993/1994 – Tre Fiori
- 1994/1995 – Tre Fiori
- 1995/1996 – Libertas
- 1996/1997 – Folgore
- 1997/1998 – Folgore
- 1998/1999 – Faetano
- 1999/2000 – Folgore
- 2000/2001 – Cosmos
- 2001/2002 – Domagnano
- 2002/2003 – Domagnano
- 2003/2004 – Pennarossa
- 2004/2005 – Domagnano
- 2005/2006 – Murata
- 2006/2007 – Murata
- 2007/2008 – Murata
- 2008/2009 – Tre Fiori
- 2009/2010 – Tre Fiori
- 2010/2011 – Tre Fiori
- 2011/2012 – Tre Penne
- 2012/2013 – Tre Penne
- 2013/2014 – La Fiorita
- 2014/2015 – Folgore
- 2015/2016 – Tre Penne
- 2016/2017 – La Fiorita
- 2017/2018 – La Fiorita
- 2018/2019 – Tre Penne
- 2019/2020 – Tre Fiori
- 2020/2021 – Folgore
- 2021/2022 – La Fiorita

### Efter klubb
| Klub       | Titlar | Säsonger                                                                               |
| ---------- | ------ | -------------------------------------------------------------------------------------- |
| Tre Fiori  | 8      | 1987/1988, 1992/1993, 1993/1994, 1994/1995, 2008/2009, 2009/2010, 2010/2011, 2019/2020 |
| La Fiorita | 6      | 1986/1987, 1989/1990, 2013/2014, 2016/2017, 2017/2018, 2021/2022                       |
| Folgore    | 5      | 1996/1997, 1997/1998, 1999/2000, 2014/2015, 2020/2021                                  |
| Domagnano  | 4      | 1987/1988, 2001/2002, 2002/2003, 2004/2005                                             |
| Tre Penne  | 4      | 2011/2012, 2012/2013, 2015/2016, 2018/2019                                             |
| Faetano    | 3      | 1985/1986, 1990/1991, 1998/1999                                                        |
| Murata     | 3      | 2005/2006, 2006/2007, 2007/2008                                                        |
| Montevito  | 1      | 1991/1992                                                                              |
| Libertas   | 1      | 1995/1996                                                                              |
| Cosmos     | 1      | 2000/2001                                                                              |
| Pennarossa | 1      | 2003/2004                                                                              |

### Fotnoter
1. ↑  ”San Marino - List of Champions” (på engelska). RSSSF. http://www.rsssf.com/tabless/sanmchamp.html. Läst 3 november 2014.